# استراتژی کشش–فشار

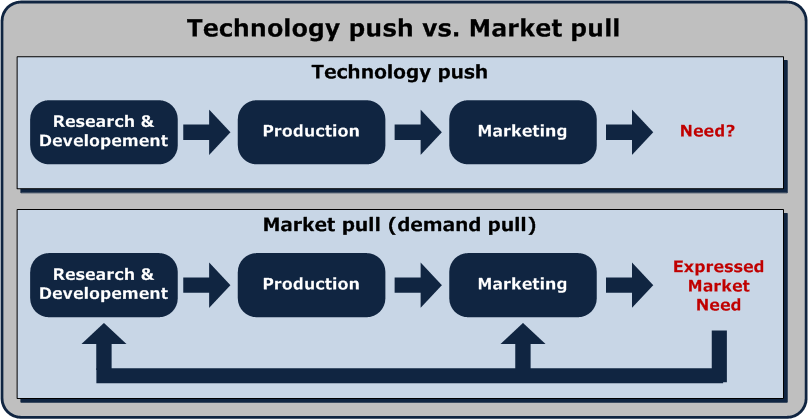
نمونه‌ای از استراتژی کشش-فشار، که بصورت شماتیک، فشار فناوری در مقابل کشش بازار را نمایش می‌دهد

استراتژی کشش-فشار (انگلیسی: Push–pull strategy) از اصطلاحات تجاری در حوزه‌های مدیریت عملیات، لجستیک، تدارکات و مدیریت زنجیره تأمین است، که در زمینه بازاریابی نیز بکار گرفته می‌شود، همچنین به‌طور گسترده در صنعت هتل‌داری مورد استفاده قرار می‌گیرد. برای نمونه شرکت خرده‌فروشی والمارت به‌طور گسترده از استراتژی کشش-فشار در زنجیره تأمین خود استفاده می‌کند، از شرکت‌های دیگری که از این استراتژی بهره می‌گیرند، می‌توان به شرکت خودروسازی تویوتا، شرکت تولید سخت‌افزار دل و خودروسازی فورد استرالیا اشاره کرد. استراتژی کشش-فشار از دو راهبرد اصلی استفاده می‌کند و ریشه اصلی این دو استراتژی، به زنجیره تأمین و میزان تقاضا برای تولید کالا، اشاره دارد.